# War Zone – Todeszone
War Zone – Todeszone ist ein 1986 in Israel entstandener, deutscher Kriegs- und Actionfilm von Nathaniel Gutman mit Christopher Walken in der Hauptrolle. 

## Handlung
In den 1980er Jahren. Eigentlich hat der für einen US-amerikanischen Fernsehsender arbeitende Bildberichterstatter Don Stevens keine Lust dazu, sich für eine Reportage im Bürgerkriegsland Libanon die Kugeln um die Ohren pfeifen zu lassen, lebte er bislang doch ein eher entspanntes Arbeitsleben zwischen Longdrinks und Reportagen von Pariser Modenschauen. Nun aber soll er für einen verhinderten Kollegen einspringen und nach Beirut reisen. Denn hier sind die Dinge in Bewegung geraten: Die Palästinenserorganisation PLO ist gerade dabei, aus der libanesischen Kapitale abzuziehen. Vor Ort angekommen, gönnt sich Stevens zunächst auch hier eine ruhige Zeit am Swimmingpool während seine Kollegen durch die kriegszerstörte Stadt hetzen. 
Plötzlich aber erhält er die Chance für einen journalistischen Scoop: Man unterbreitet ihm das überaus verlockende Angebot, ein Interview mit einem ungewöhnlichen PLO-Führer zu machen, der sich dadurch auszeichnet, dass dieser dem Terrorismus abschwört und obendrein die Anerkennung Israels fordert. Das Interview schlägt ein wie eine Bombe und macht Stevens schlagartig berühmt. Bald aber stellt es sich heraus, dass der Amerikaner einer Finte aufgesessen und das Interview rein gar nichts wert ist. Stevens, in seinem Berufsethos gekränkt, versucht daraufhin herauszubekommen, wer ihn derart reinlegen wollte. Bei seinen gefährlichen Recherchen stößt er in ein unentwirrbar erscheinendes Gestrüpp von Lügen, Intrigen und Morden vor. Bald scheint auch sein eigenes Leben äußerst gefährdet und er ein Spielball der Eigeninteressen von rivalisierenden Palästinensern und libanesischen Falangisten.

## Produktionsnotizen
War Zone – Todeszone entstand in Tel Aviv, Jerusalem, Haifa und der West Bank und wurde am 2. Juli 1987 erstmals in Deutschland gezeigt. Die deutsche Fernsehpremiere war am 11. Dezember 1989 im Dritten Programm des NDR.
Dieter Meichsner übernahm für den mitproduzierenden NDR die Redaktion.

## Kritik
Im Lexikon des Internationalen Films heißt es: „Mit Elementen  des Politthrillers arbeitender Film, der in seiner Haltung gegen kriegerische Auseinandersetzungen zwar Respekt verdient, jedoch eine analytisch-aufklärende Annäherung an den Bürgerkrieg im Libanon zugunsten einer konventionellen Filmgeschichte verschenkt.“